# Haugen (Wisconsin)
Haugen – wieś w Stanach Zjednoczonych, w stanie Wisconsin, w hrabstwie Barron.